# علم ۲٫۰
علم ۲٫۰ (به انگلیسی Science 2.0) رویکرد جدید پیشنهادی به علم است که از قابلیت به اشتراک گذاری اطلاعات و همکاری در فناوری‌های شبکه‌ای استفاده می‌کند. این رویکرد مشابه جنبش‌های تحقیق باز و علم باز است و از فناوری وب ۲٫۰ الهام گرفته شده است. علم ۲٫۰ مزایای افزایش همکاری بین دانشمندان را مورد تأکید قرار داده است. علم ۲٫۰ از ابزارهای همکارانه مانند ویکی‌ها، وبلاگ‌ها و مجلات ویدئویی برای اشتراک گذاری آنلاین یافته‌ها، داده‌های خام و «نظریه‌های نوپا» استفاده می‌کند. علم ۲٫۰ از بازبودن و اشتراک‌گذاری مقالات و تحقیقات ایده‌ها و راه‌حل جزئی بهره می‌گیرد.
نمای کلی این است که جذابیت علم ۲٫۰ با تکثیر وب‌سایت‌ها رو به افزایش است در عین حال در جامعه علمی در مورد جنبه‌های تحول و همچنین معنی دقیق این اصطلاح بحث و مقاومت قابل توجهی در جریان است. چندین دیدگاه وجود دارد که یک «تغییر عظیم» در حال رخ‌دادن است و وضعیت موجود نشر علمی چگونگی اشتراک اطلاعات تحقیق توسط دانشمندان تغیرات مهمی را تجربه خواهد کرد. بحث‌های قابل توجهی در جامعه علمی در مورد این‌که آیا دانشمندان باید پذیرای این مدل باشند و علم ۲٫۰ دقیقاً چگونه کار خواهدکرد در جریان است. همچنین چندین گزارش نشان می‌دهند که بسیاری از دانشمندان در پذیرش روش‌های همکارانه تعلل می‌کنند و در «پذیرش و استفاده از بسیاری از ابزارهای آنلاین، کند و بی علاقه عمل می‌کنند.»

## تعاریف
| مدل جاری | مدل در حال ظهور |
| تحقیق به صورت شخصی انجام می‌شود؛ سپس به مجلات تحویل داده می‌شود؛ بعد توسط دربانان مجلات عمده مرور همتا می‌شود و نهایتاً منتشر می‌شود. | داده‌های تحقیق در مراحل اکتشاف به اشتراک گذاشته می‌شوند، ایده‌ها به اشتراک گذاشته می‌شوند، دانشمندان همکاری می‌کنند و نهایتاً یافته‌ها به صورت آنلاین ترویج می‌شوند. |
| ادبیات علمی پشت دیوارهای پولی آنلاین محبوس هستند.                                                                                | اکتشافات علمی به رایگان و آنلاین منتشر می‌شوند. |
| اعتبار به‌واسطه نام مجله یا ضریب ارجاع مجله ایجاد می‌شود.                                                                          | اعتبار به واسطه تعداد ارجاع و تعداد بارگیری یا دیدن سنجیده می‌شود.                                                                                            |
| داده تا زمان انتشار شخصی باقی می‌ماند.                                                                                            | داده قبل از انتشار به اشتراک گذاشته می‌شود. |
| تحقیقات عموماً با استفاده از حق تکثیر محافظت می‌شوند.                                                                              | تعداد زیادی از مجوزهای ممکن وجود دارند: حق تکثیر، دامنه عمومی، کریتیو کامنز ۳٫۰ و …                                                                          |
| ناشران از طریق پول گرفتن بابت دادن دسترسی به محتوا منابع مالی جذب می‌کنند.                                                        | ناشران به دنبال مدل‌های تأمین مالی جایگزین هستند. |
| خلاصه مقالات مجلات پس از انتشار در دسترس خواهد بود.                                                                              | انتشار روش‌ها، داده، یافته‌ها از طریق وبلاگ‌ها، شبکه‌های رایانه ای، اینترنت، مجلات ویدئویی و ویکی‌ها                                                              |

این اصطلاح معانی متعددی دارد و همچنان در زبان علمی رو به تکامل است. این عبارت نه تنها آنچه در حال حاضر در علم رخ می‌دهد را توصیف می‌کند، بلکه جهتی که هواداران جنبش علم ۲٫۰ خواهان آن است را توصیف می‌کند و به همین ترتیب وبگاه‌هایی که همکاری علمی رایگان را ممکن می‌سازند را تشویق می‌کنند.

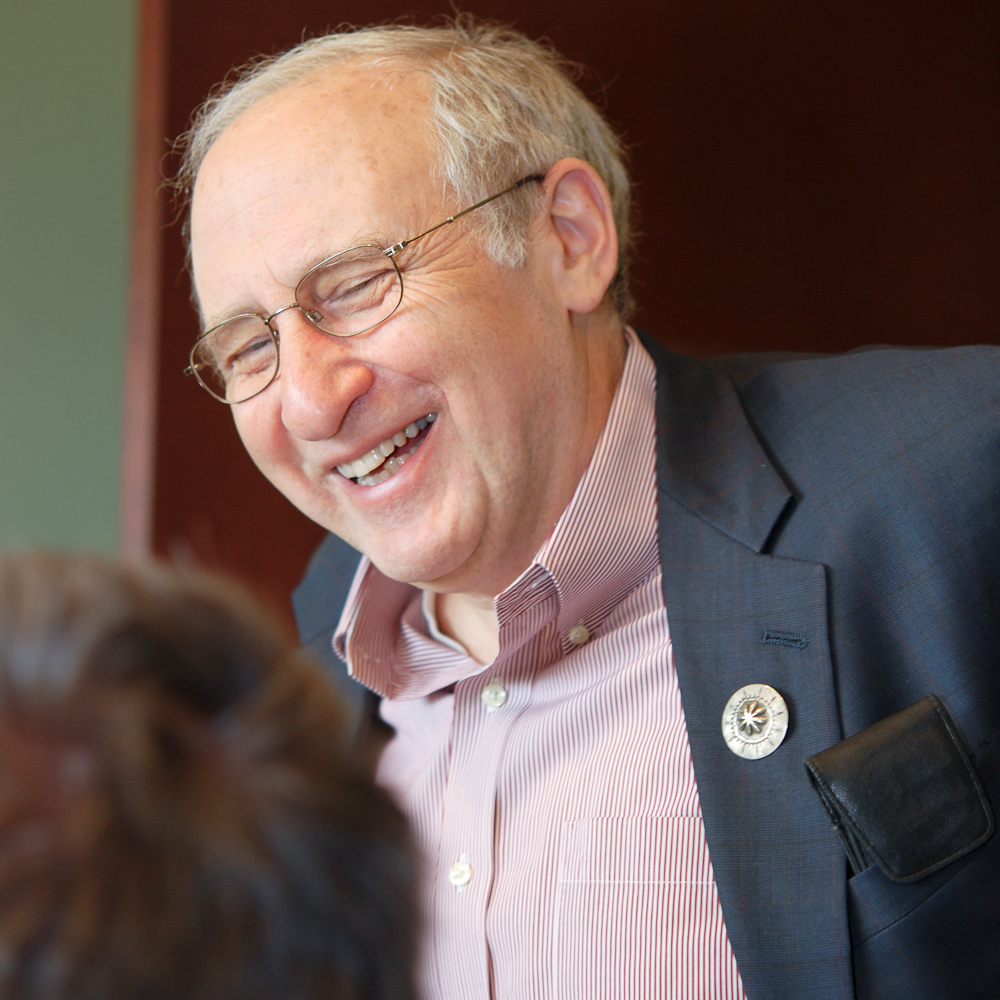
بن اشنایدرمن

اصطلاح علم ۲٫۰ تقابلی میان شیوه‌های سنتی انجام کار علمی که اغلب با علم ۱٫۰ مشخص می‌شود با رویکردهای همکارانه را پیشنهاد می‌دهد و نشان می‌دهد که اشکال جدید علم با فناوری‌های وب ۲٫۰ کار خواهند کرد. یک توصیف علمی این است که علم ۲٫۰ با استفاده از «قدرت شبکه‌های اینترنتی برای مقابله با مشکلات متعدد با متغیرهای متعامل - به عبارت دیگر مشکلات زندگی روزمره - را حل خواهند ساخت». یک دیدگاه متفاوت و تا حدودی بحث‌برانگیز دیدگاه بن اشنایدرمن است که پیشنهاد کرد که علم ۲٫۰ پویش‌های مبتنی بر فرضیه را با روش‌های علوم اجتماعی ترکیب کند تا به‌صورت بخشی این شبکه‌های جدید را بهبود دهد.
در حالی که این اصطلاح استفاده از وب سایت برای به اشتراک گذاری دانش علمی را توصیف می‌کند، اما شامل تلاش‌های ناشران علمی برای پذیرش ابزارهای جدید دیجیتال مانند ارائه جایی را برای بحث پیرامون مقالات منتشر شده آنلاین نیز در بر می‌گیرد. گاهی علم ۲٫۰ نشان دهنده دسترسی باز است که با توجه به یک دیدگاه به این معنی است که نویسنده کپی رایت خود را حفظ می‌کند اما دیگران می‌توانند آن را بخوانند و از آن را برای اهداف مناسب استفاده کنند فقط طوری که ذکر منبع حفظ شود. بیشتر ادبیات علمی آنلاین در پشت دیوارهای پولی (paywalls) قرار گرفته است که این بدین معنی است که یک فرد می‌تواند به عنوان یک مقاله در گوگل دست پیدا کند، اما نمی‌تواند خود مقاله را بخواند. افرادی که می‌توانند به این مقالات دسترسی داشته باشند معمولاً وابسته به دانشگاه یا مدرسه متوسطه یا کتابخانه یا دیگر موسسات آموزشی هستند یا کسانی هستند که به ازای هر مقاله یا اشتراک کلی، مبلغی می‌پردازند.
یک دیدگاه این است که علم ۲٫۰ شامل تلاش دانشمندان برای ارائه مقالات به زبان غیرفنی به عنوان راهی برای رسیدن دانش به جوامعی غیر از دانشمندان نیز می‌شود. دیگران علم ۲٫۰ را شامل ایجاد پایگاه داده‌های گسترده از موارد تاریخی می‌شود. این حس نیز وجود دارد که علم ۲٫۰ جهت کلی برای همکاری‌های علمی را نشان می‌دهد اگرچه این‌که این همکاری دقیقاً چگونه ممکن است اتفاق بیافتد کاملاً مشخص نیست. با توجه به یک نظر یک هدف این است که «همکاری‌های علمی به اندازه‌ای آسان شود که به اشتراک‌گذاری ویدئوها از سفر خانه تا دندانپزشکی ساده است.»
از جمله اصطلاحات مرتبط با علم ۲٫۰ علوم سایبری (cyberscience) است که بر برقراری ارتباط میان دانشمندان در فضای مجازی متمرکز است و علوم سایری ۲٫۰ (cyberscience 2.0) که به تعمیم مفهوم روند نوظهور استفاده دانشگاهیان از ابزار وب ۲٫۰ اشاره دارد.